# 1826年阿根廷總統選舉
阿根廷历史上第一场选举举办于1826年2月7日，以选举出拉普拉塔联合省的第一任总统，此时阿根廷正处于西斯普拉蒂纳战争中。选举由担任选举人团且不包括所有省的代表的联合省国会间接进行。集权党候选人贝纳迪诺·里瓦达维亚是本次选举的唯一候选人，选举结果是35票支持、3票反对。他于第二天正式宣誓就职。当时阿根廷还没有受到认可或承认的国家宪法，所以里瓦达维亚的就任遭到了质疑，并被除布宜诺斯艾利斯外的几个省怀疑或否认。